# T.J. Dillashaw
Tyler Jeffrey Dillashaw, född 7 februari 1986 i Sonora, är en amerikansk MMA-utövare som sedan 2011 tävlar i organisationen Ultimate Fighting Championship där han 2014–2016 och 2017-2019 var mästare i bantamvikt. Dillashaw sade i mars 2019 ifrån sig titeln i bantamvikt efter att ha testat positivt i en dopingkontroll.

## Tävlingsfacit
| Resultat | Facit | Motståndare        | Metod                         | Evenemang                               | Datum            | Rond | Tid  | Plats           | Notering                                    |
| -------- | ----- | ------------------ | ----------------------------- | --------------------------------------- | ---------------- | ---- | ---- | --------------- | ------------------------------------------- |
| Förlust  | 16–4  | Henry Cejudo       | TKO (slag)                    | UFC Fight Night: Cejudo vs. Dillashaw   | 19 januari 2019  | 1    | 0:32 | New York        | Titelmatch i flugvikt. Debut i viktklassen. |
| Vinst    | 16–3  | Cody Garbrandt     | TKO (knä och slag)            | UFC 227                                 | 4 augusti 2018   | 1    | 4:10 | Los Angeles     | Försvarade titeln i bantamvikt.             |
| Vinst    | 15–3  | Cody Garbrandt     | TKO (slag)                    | UFC 217                                 | 4 november 2017  | 2    | 2:41 | New York        | Blev UFC-mästare i bantamvikt.              |
| Vinst    | 14–3  | John Lineker       | Domslut (enhälligt)           | UFC 207                                 | 30 december 2016 | 3    | 5:00 | Las Vegas       |                                             |
| Vinst    | 13–3  | Raphael Assunção   | Domslut (enhälligt)           | UFC 200                                 | 9 juli 2016      | 3    | 5:00 | Las Vegas       |                                             |
| Förlust  | 12–3  | Dominick Cruz      | Domslut (delat)               | UFC Fight Night: Dillashaw vs. Cruz     | 17 januari 2016  | 5    | 5:00 | Boston          | Förlorade titeln i bantamvikt.              |
| Vinst    | 12–2  | Renan Barão        | TKO (slag)                    | UFC on Fox: Dillashaw vs. Barão 2       | 25 juli 2015     | 4    | 0:35 | Chicago         | Försvarade titeln i bantamvikt.             |
| Vinst    | 11–2  | Joe Soto           | KO (spark och slag)           | UFC 177                                 | 30 augusti 2014  | 5    | 2:20 | Sacramento      | Försvarade titeln i bantamvikt.             |
| Vinst    | 10–2  | Renan Barão        | TKO (spark och slag)          | UFC 173                                 | 24 maj 2014      | 5    | 2:26 | Las Vegas       | Blev UFC-mästare i bantamvikt.              |
| Vinst    | 9–2   | Mike Easton        | Domslut (enhälligt)           | UFC Fight Night: Rockhold vs. Philippou | 15 januari 2014  | 3    | 5:00 | Duluth          |                                             |
| Förlust  | 8–2   | Raphael Assunção   | Domslut (delat)               | UFC Fight Night: Maia vs. Shields       | 9 oktober 2013   | 3    | 5:00 | Barueri         |                                             |
| Vinst    | 8–1   | Hugo Viana         | TKO (slag)                    | UFC on Fox: Henderson vs. Melendez      | 20 april 2013    | 1    | 4:22 | San Jose        |                                             |
| Vinst    | 7–1   | Issei Tamura       | KO (spark och slag)           | UFC 158                                 | 16 mars 2013     | 2    | 0:26 | Montréal        |                                             |
| Vinst    | 6–1   | Vaughan Lee        | Submission (neck crank)       | UFC on Fuel TV: Munoz vs. Weidman       | 11 juli 2012     | 1    | 2:33 | San Jose        |                                             |
| Vinst    | 5–1   | Walel Watson       | Domslut (enhälligt)           | UFC on Fuel TV: Sanchez vs. Ellenberger | 15 februari 2012 | 3    | 5:00 | Omaha           |                                             |
| Förlust  | 4–1   | John Dodson        | TKO (slag)                    | The Ultimate Fighter 14 Finale          | 3 december 2011  | 1    | 1:54 | Las Vegas       |                                             |
| Vinst    | 4–0   | Taylor McCorriston | TKO (slag)                    | Capitol Fighting Championships          | 20 november 2010 | 3    | 1:07 | Sacramento      |                                             |
| Vinst    | 3–0   | Mike Suarez        | Submission (rear-naked choke) | Rebel Fighter: Domination               | 2 oktober 2010   | 1    | 2:42 | Roseville       |                                             |
| Vinst    | 2–0   | Brandon Drucker    | Submission (rear-naked choke) | Fight for Wrestling 1                   | 22 maj 2010      | 1    | 2:46 | San Luis Obispo |                                             |
| Vinst    | 1–0   | Czar Sklavos       | Domslut (enhälligt)           | KOTC: Legacy                            | 26 mars 2010     | 3    | 5:00 | Reno            |                                             |